# オボンギ県
オボンギ県（オボンギけん、英語: Obongi District）はウガンダの県である。県都はオボンギ。

## 歴史
2019年7月1日にモヨ県から分割して設置された。

## 隣接する県
- モヨ県
- アジュマニ県
- マディ・オコロ県
- ユンベ県